# Alan James Brian
Alan James Brian (5 de noviembre de 1983) es un deportista neozelandés que compitió en taekwondo. Ganó una medalla de plata en el Campeonato de Oceanía de Taekwondo de 2012, en la categoría de –80 kg.

## Palmarés internacional
| Campeonato de Oceanía | Campeonato de Oceanía  | Campeonato de Oceanía | Campeonato de Oceanía |
| Año                   | Lugar                  | Medalla               | Categoría             |
| --------------------- | ---------------------- | --------------------- | --------------------- |
| 2012                  | Gold Coast (Australia) | Medalla de plata      | –80 kg                |